# Secretaris-generaal van de NAVO
De secretaris-generaal van de NAVO (Engels: Secretary General of NATO) is de voorzitter van de Noord-Atlantische Raad (North Atlantic Council), het hoogste bestuursorgaan van de Noord-Atlantische Verdragsorganisatie (NAVO). Voorts vervult de secretaris-generaal de rol van algemene vertegenwoordiger. Het kabinet van de secretaris-generaal is gevestigd in het NAVO-hoofdkwartier in Haren (Brussel). Sinds 1 oktober 2024 is de oud-premier van Nederland, Mark Rutte, de secretaris-generaal van de NAVO.
De hoogste functies van de NAVO zijn verdeeld: de secretaris-generaal is altijd een Europeaan en de militaire opperbevelhebber van de NAVO (de "Supreme Allied Commander Europe") is een Amerikaan.

## Secretarissen-generaal van de NAVO (1952–heden)
| Secretaris-generaal | Secretaris-generaal   | Secretaris-generaal            | Ambtstermijn                       | Ambtstermijn | Ambtstermijn | Land                |
| Secretaris-generaal | Secretaris-generaal   | Secretaris-generaal            | Periode                            | Dagen        | Jaren        | Land                |
| ------------------- | --------------------- | ------------------------------ | ---------------------------------- | ------------ | ------------ | ------------------- |
| 1                   | Hastings Ismay        | Hastings Ismay (1887–1965)     | 24 maart 1952 - 16 mei 1957        | 1879         | 5,1          | Verenigd Koninkrijk |
| 2                   | Paul-Henri Spaak      | Paul-Henri Spaak (1899–1972)   | 16 mei 1957 - 21 april 1961        | 1436         | 3,9          | België              |
| 3                   | Dirk Stikker          | Dirk Stikker (1897–1979)       | 21 april 1961 - 1 augustus 1964    | 1198         | 3,3          | Nederland           |
| 4                   | Manlio Brosio         | Manlio Brosio (1897–1980)      | 1 augustus 1964 - 1 oktober 1971   | 2617         | 7,2          | Italië              |
| 5                   | Joseph Luns           | Joseph Luns (1911–2002)        | 1 oktober 1971 - 25 juni 1984      | 4651         | 12,7         | Nederland           |
| 6                   | Peter Carington       | Peter Carington (1919–2018)    | 25 juni 1984 - 1 juli 1988         | 1467         | 4,0          | Verenigd Koninkrijk |
| 7                   | Manfred Wörner        | Manfred Wörner (1934–1994)     | 1 juli 1988 - 13 augustus 1994     | 2234         | 6,1          | Duitsland           |
| -                   | Sergio Balanzino      | Sergio Balanzino (1934–2018)   | 13 augustus 1994 - 17 oktober 1994 | 65           | 0,2          | Italië              |
| 8                   | Willy Claes           | Willy Claes (1938)             | 17 oktober 1994 - 20 oktober 1995  | 368          | 1,0          | België              |
| -                   | Sergio Balanzino      | Sergio Balanzino (1934–2018)   | 20 oktober 1995 - 5 december 1995  | 46           | 0,1          | Italië              |
| 9                   | Javier Solana         | Javier Solana (1942)           | 5 december 1995 - 14 oktober 1999  | 1409         | 3,9          | Spanje              |
| 10                  | George Robertson      | George Robertson (1946)        | 14 oktober 1999 - 17 december 2003 | 1525         | 4,2          | Verenigd Koninkrijk |
| -                   |                       | Alessandro Minuto-Rizzo (1940) | 17 december 2003 - 1 januari 2004  | 15           | 0,0          | Italië              |
| 11                  | Jaap de Hoop Scheffer | Jaap de Hoop Scheffer (1948)   | 1 januari 2004 - 1 augustus 2009   | 2039         | 5,6          | Nederland           |
| 12                  | Anders Fogh Rasmussen | Anders Fogh Rasmussen (1953)   | 1 augustus 2009 - 1 oktober 2014   | 1887         | 5,2          | Denemarken          |
| 13                  | Jens Stoltenberg      | Jens Stoltenberg (1959)        | 1 oktober 2014 - 1 oktober 2024    | 3654         | 10           | Noorwegen           |
| 14                  | Mark Rutte            | Mark Rutte (1967)              | 1 oktober 2024 - heden             | 166          | 0            | Nederland           |

## Plaatsvervangend secretarissen-generaal
| Naam                                            | Land             | Termijn   |
| ----------------------------------------------- | ---------------- | --------- |
| Hendrik Frederik Lodewijk Karel van Vredenburch | Nederland        | 1952-1956 |
| Adolph Bentinck van Schoonheten                 | Nederland        | 1956-1958 |
| Alberico Casardi                                | Italië           | 1958-1962 |
| Guido Colonna di Paliano                        | Italië           | 1962-1964 |
| James A. Roberts                                | Canada           | 1964-1968 |
| Osman Esim Olcay                                | Turkije          | 1969-1971 |
| Paolo Pansa Cedronio                            | Italië           | 1971-1978 |
| Rinaldo Petrignani                              | Italië           | 1978-1981 |
| Eric da Rin                                     | Italië           | 1981-1985 |
| Marcello Guidi                                  | Italië           | 1985-1989 |
| Amedeo de Franchis                              | Italië           | 1989-1994 |
| Sergio Balanzino                                | Italië           | 1994-2001 |
| Alessandro Minuto Rizzo                         | Italië           | 2001-2007 |
| Claudio Bisogniero                              | Italië           | 2007-2012 |
| Alexander Vershbow                              | Verenigde Staten | 2012-2016 |
| Rose Gottemoeller                               | Verenigde Staten | 2016-2019 |
| Mircea Geoană                                   | Roemenië         | 2019-2024 |
| Radmila Šekerinska                              | Noord-Macedonië  | 2024-     |